# Allgemeiner Fachdienst
Allgemeiner Fachdienst bezeichnet in Deutschland einen Laufbahnbereich für Soldaten der Bundeswehr in der Laufbahngruppe der Unteroffiziere.

## Definition
Die Laufbahngruppe der Unteroffiziere unterteilt sich in die Laufbahnen der Fachunteroffiziere (Unteroffiziere ohne Portepee) und die Laufbahnen der Feldwebel (Unteroffiziere mit Portepee). Dem Allgemeinen Fachdienst sind nach der Soldatenlaufbahnverordnung (SLV) folgende Laufbahnen zugeordnet:
- Laufbahn der Fachunteroffiziere des allgemeinen Fachdienstes,
- Laufbahn der Fachunteroffiziere der Reserve des allgemeinen Fachdienstes,
- Laufbahn der Feldwebel des allgemeinen Fachdienstes,
- Laufbahn der Feldwebel der Reserve des allgemeinen Fachdienstes.

In den Laufbahnen der Mannschaften und den Laufbahnen der Offiziere gibt es keine Laufbahn des Allgemeinen Fachdienstes.

## Ausbildung und Verwendung
In einer Laufbahn des Allgemeinen Fachdienstes werden Unteroffiziere verwendet, die keine militärspezifischen Aufgaben wahrnehmen (Truppendienst) und nicht den speziellen Fachdienst-Laufbahnen Sanitätsdienst, Militärmusikdienst oder Geoinformationsdienst der Bundeswehr zugeordnet sind. Unteroffiziere des Allgemeinen Fachdienstes üben Verwendungen aus, für die eine zivil anerkannte Ausbildung erforderlich ist, wohingegen Soldaten des Truppendienstes militärspezifische Aufgaben wahrnehmen, für die grundsätzlich keine zivile Ausbildungen und Berufe existieren (beispielsweise Geschützführer).
Unteroffiziere ohne und mit Portepee beginnen ihre Laufbahn in der Regel als Anwärter (Unteroffizieranwärter bzw. Feldwebelanwärter). Eine Einstellung mit höherem Dienstgrad ist möglich, wenn der Bewerber entsprechende zivilberufliche Qualifikationen besitzt. Bringen Bewerber für den Allgemeinen Fachdienst die notwendige Qualifikation nicht mit, werden sie von der Bundeswehr vor ihrer Verwendung ausgebildet. Bei den Fachunteroffizieren erfolgt dies auf Gesellenebene, bei Feldwebeln auf Meister- oder Technikerebene. Feldwebel des Truppendienstes, die keine Berufssoldaten werden, haben hingegen im Anschluss an ihre Verpflichtungszeit Anspruch auf eine zivile Aus- und Fortbildung.
Die Aufgabenbereiche der Unteroffiziere des Allgemeinen Fachdienstes umfassen unter anderem Personalwesen, Logistik, Instandsetzung und Informationstechnik.
Ein Wechsel innerhalb der gleichen Laufbahngruppe von oder in eine Laufbahn des Allgemeinen Fachdienstes stellt einen horizontalen Laufbahnwechsel dar.
Besonders leistungsstarke Unteroffiziere des Allgemeinen Fachdienstes können in die Laufbahn der Offiziere des militärfachlichen Dienstes aufsteigen.

## Zahlen
Von 60.000 aktiven Soldaten in einer Laufbahn der Feldwebel waren zum Stichtag 31. März 2019 zwei Drittel, also 40.000, im Laufbahnbereich des Allgemeinen Fachdienstes tätig, 11.000 im Truppendienst, 7.000 im Sanitätsdienst, 700 im Militärmusikdienst und 400 im Geoinformationsdienst.